# Отрив (Верхняя Гаронна)
Отри́в (фр. Auterive, окс. Autariba) — коммуна во Франции, находится в регионе Юг — Пиренеи. Департамент — Верхняя Гаронна. Административный центр кантона Отрив. Округ коммуны — Мюре.
Код INSEE коммуны — 31033.

## География

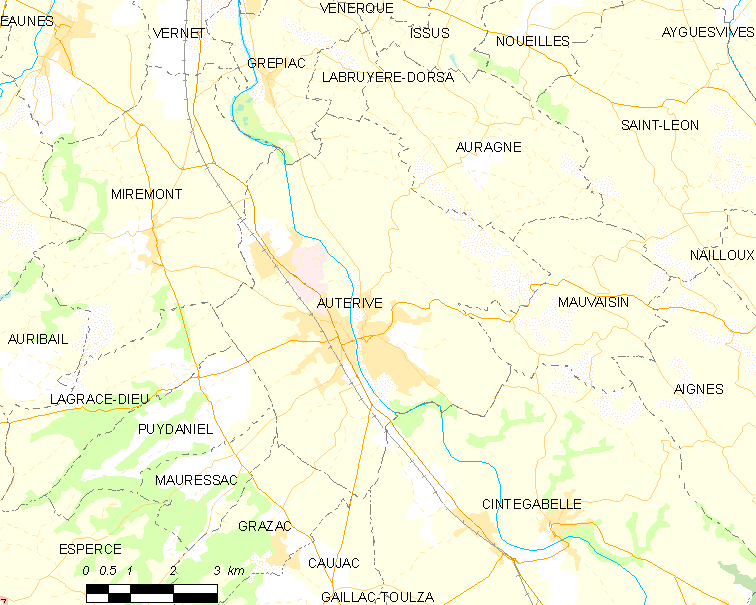
Карта коммуны

Коммуна расположена приблизительно в 620 км к югу от Парижа, в 29 км к югу от Тулузы.
По территории коммуны протекает река Арьеж.

## Климат
Климат умеренно-океанический. Зима мягкая и снежная, весна характеризуется сильными дождями и грозами, лето сухое и жаркое, осень солнечная. Преобладают сильные юго-восточные и северо-западные ветры.

## Население
Население коммуны на 2010 год составляло 9107 человек.
| 1962 | 1968 | 1975 | 1982 | 1990 | 1999 | 2010 |
| ---- | ---- | ---- | ---- | ---- | ---- | ---- |
| 3133 | 4445 | 5178 | 5436 | 5814 | 6526 | 9107 |

## Администрация
| Период | Период | Фамилия           | Партия                        | Примечания                                   |
| ------ | ------ | ----------------- | ----------------------------- | -------------------------------------------- |
| 1977   | 1989   | Андре Санье       | Социалистическая партия       |                                              |
| 1989   | 2008   | Жан-Пьер Бастьяни | Союз за народное движение     | член генерального совета                     |
| 2008   | 2014   | Кристоф Лефевр    | Социалистическая партия       | президент сообщества коммун Валле-де-л’Арьеж |
| 2014   | 2020   | Жан-Пьер Бастьяни | Союз демократов и независимых |                                              |

## Экономика
В 2010 году среди 5606 человек трудоспособного возраста (15—64 лет) 4267 были экономически активными, 1339 — неактивными (показатель активности — 76,1 %, в 1999 году было 68,9 %). Из 4267 активных жителей работали 3761 человек (1999 мужчин и 1762 женщины), безработных было 506 (239 мужчин и 267 женщин). Среди 1339 неактивных 486 человек были учениками или студентами, 416 — пенсионерами, 437 были неактивными по другим причинам.

## Достопримечательности
- Церковь Св. Павла (XIII век). Исторический памятник с 1926 года[4]

## Города-побратимы
- Ареньс-де-Мар, Испания
- Хермансбург, Германия

## Фотогалерея

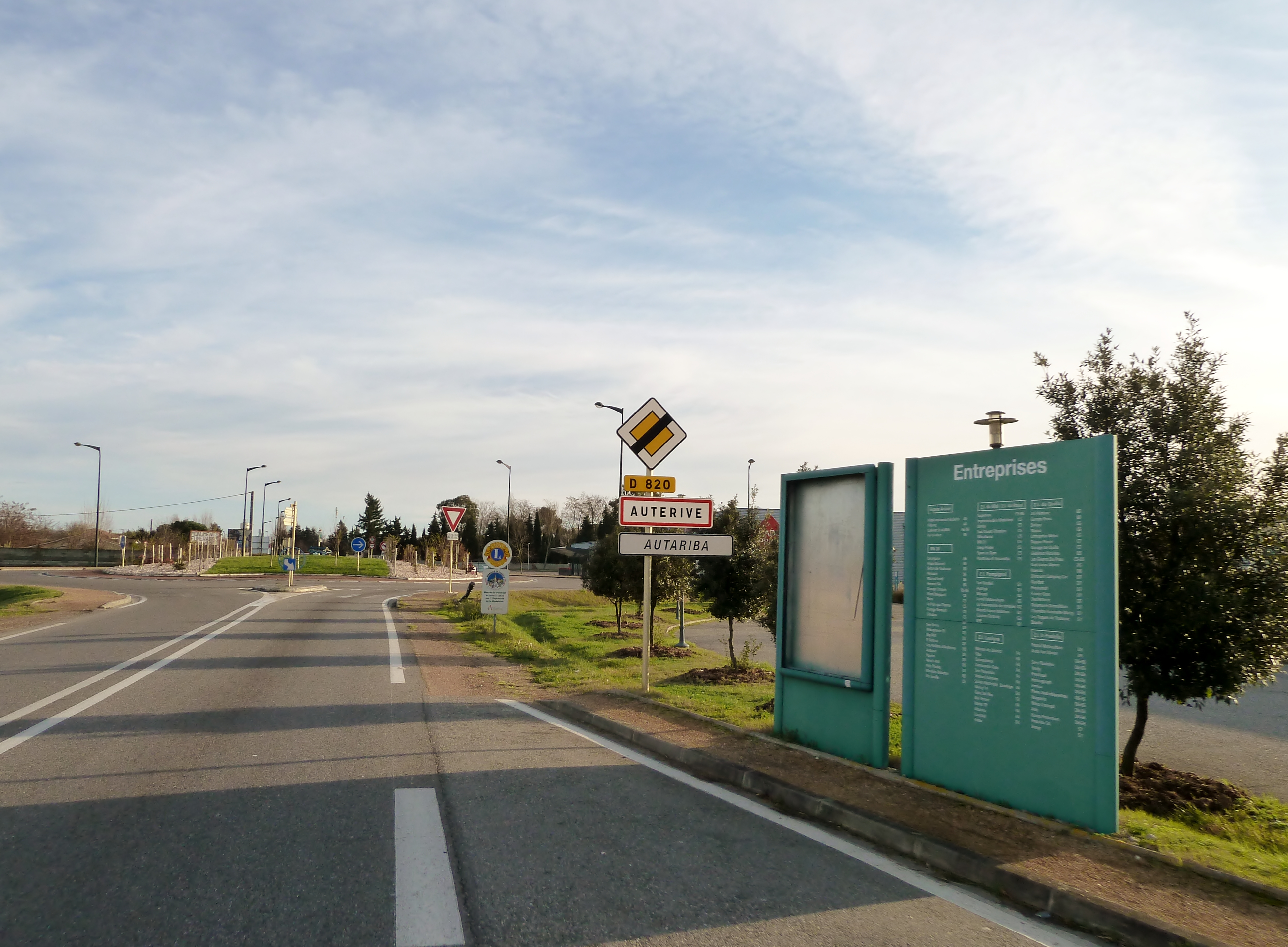
Въезд в Отрив
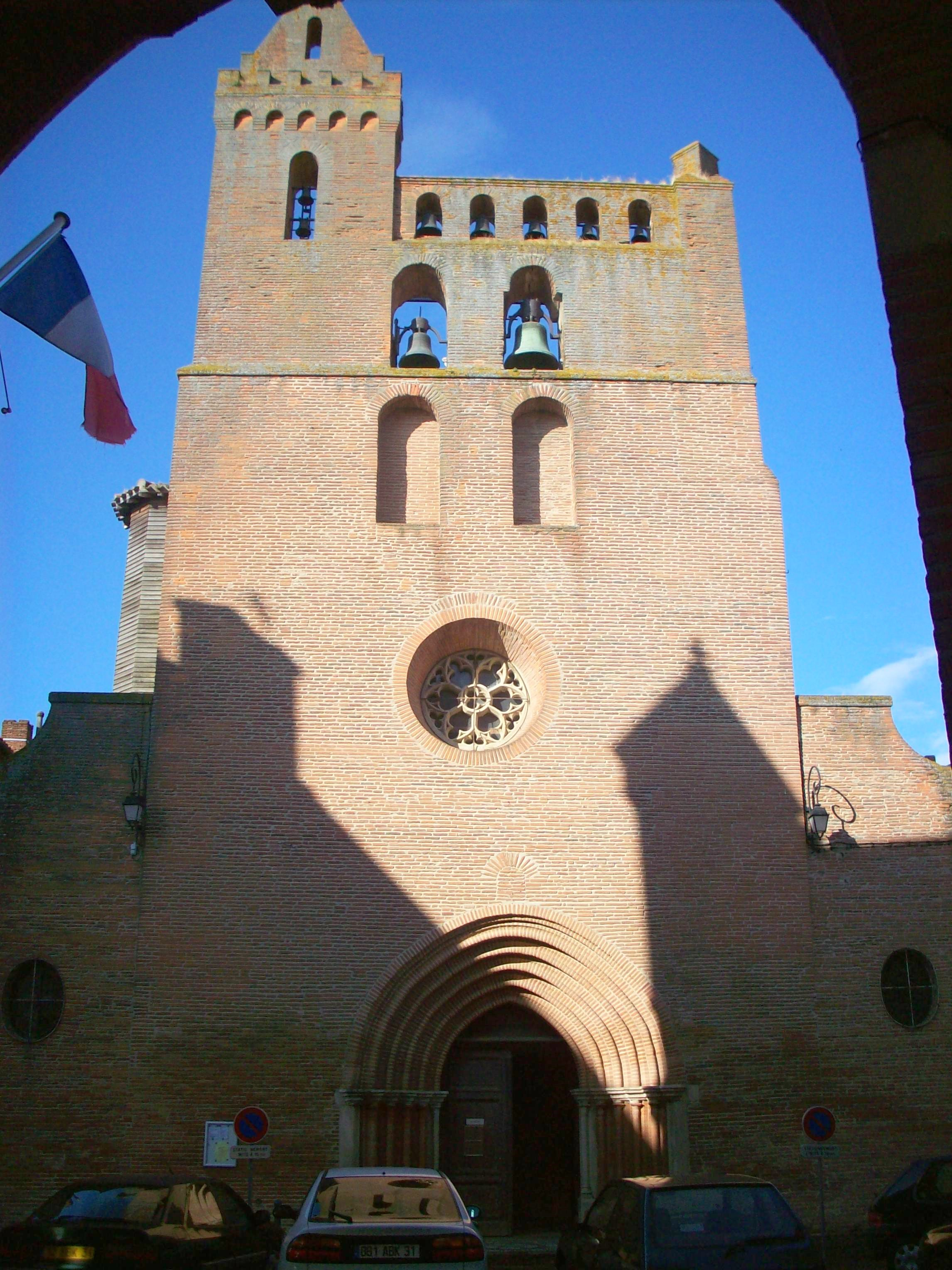
Церковь Св. Павла
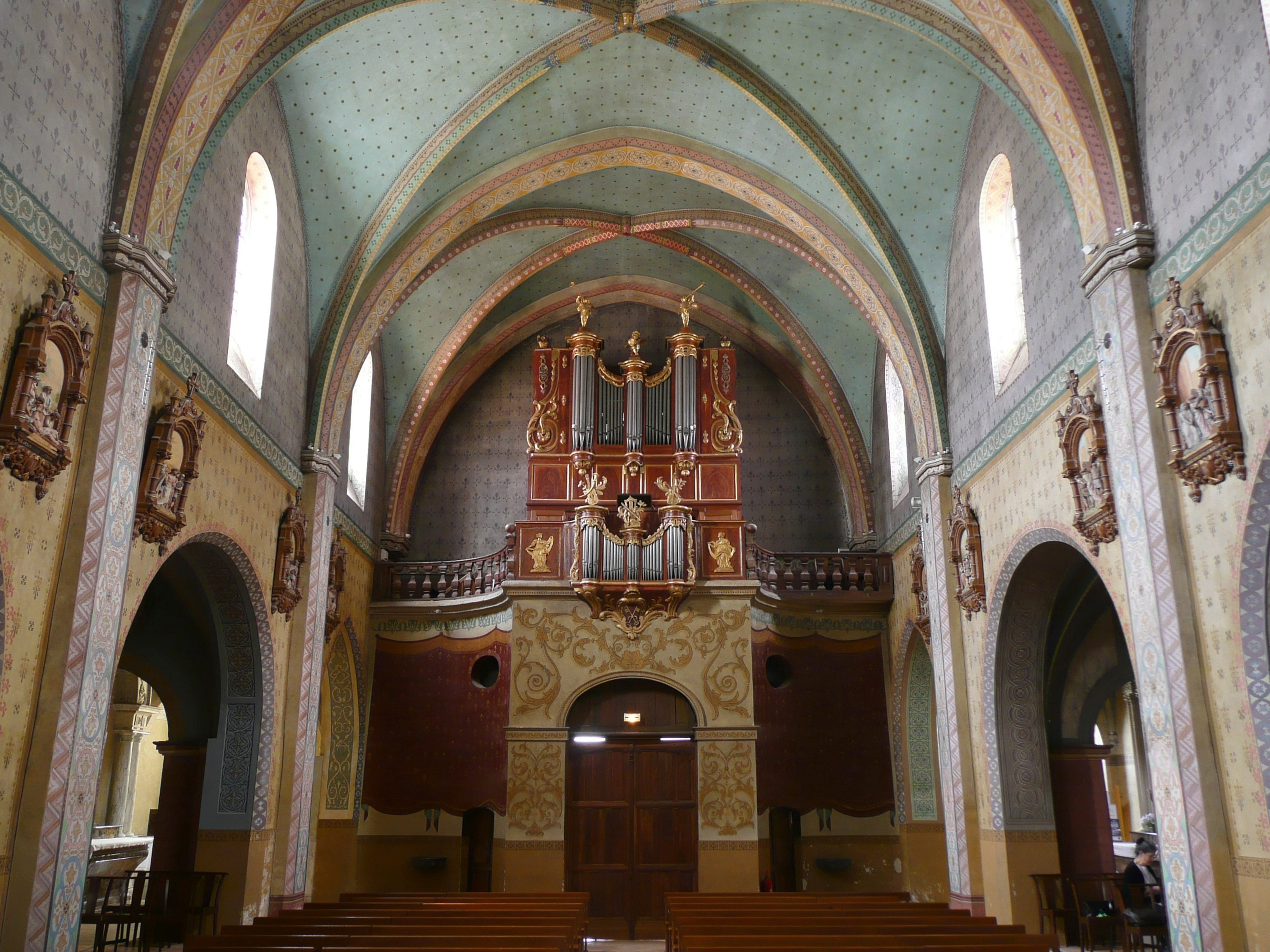
Интерьер церкви Св. Павла
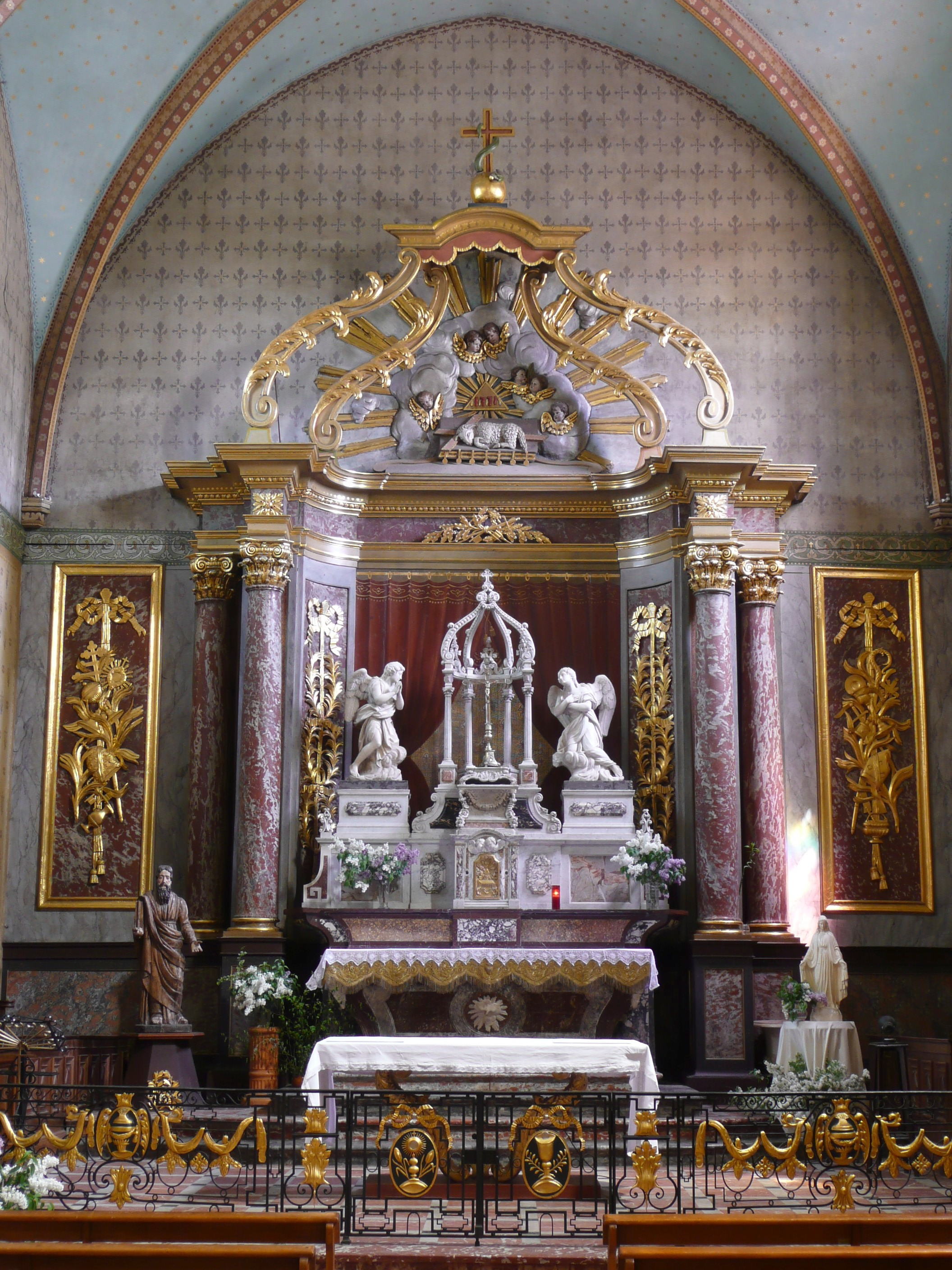
Алтарь церкви Св. Павла
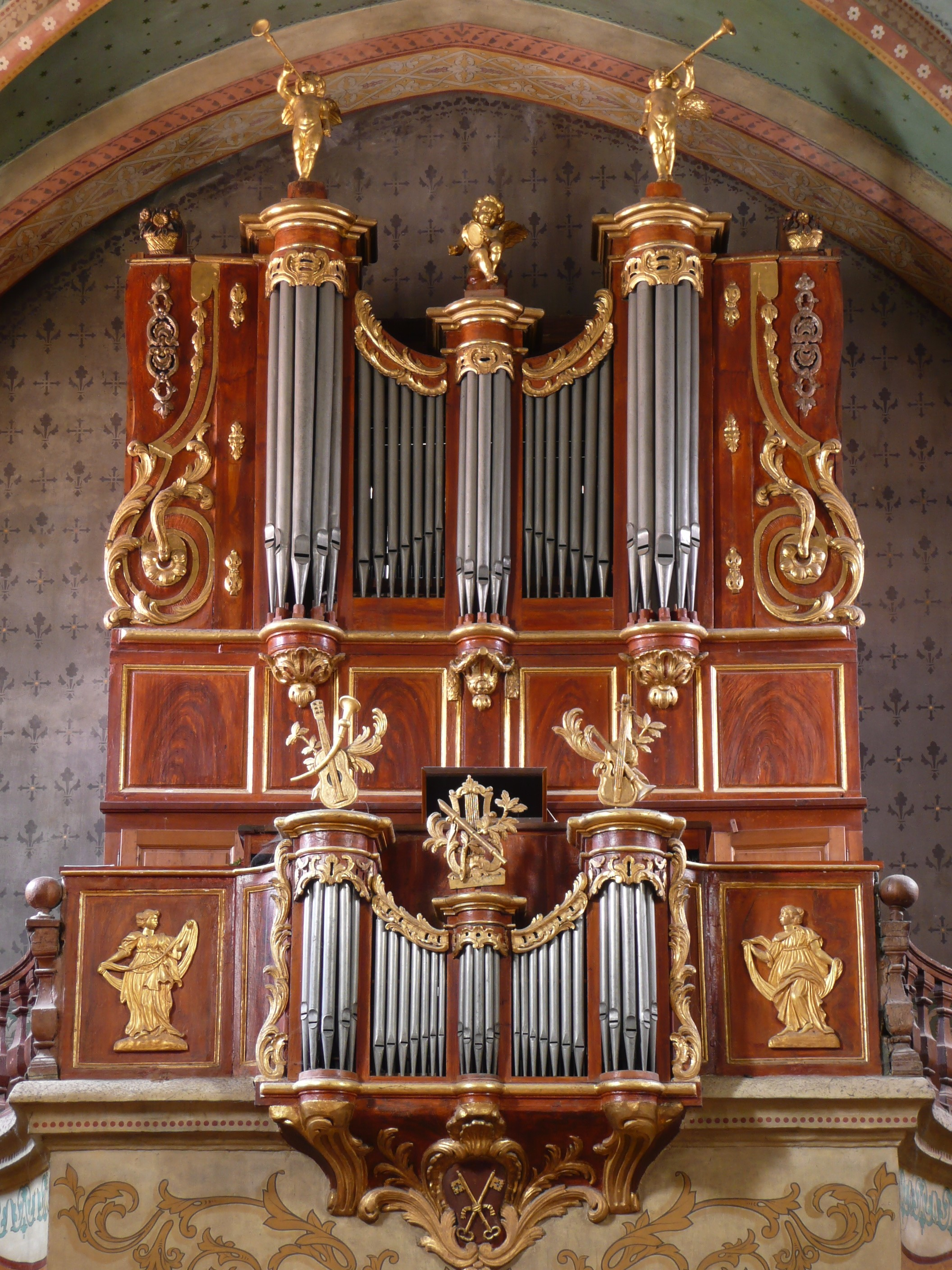
Орган церкви Св. Павла
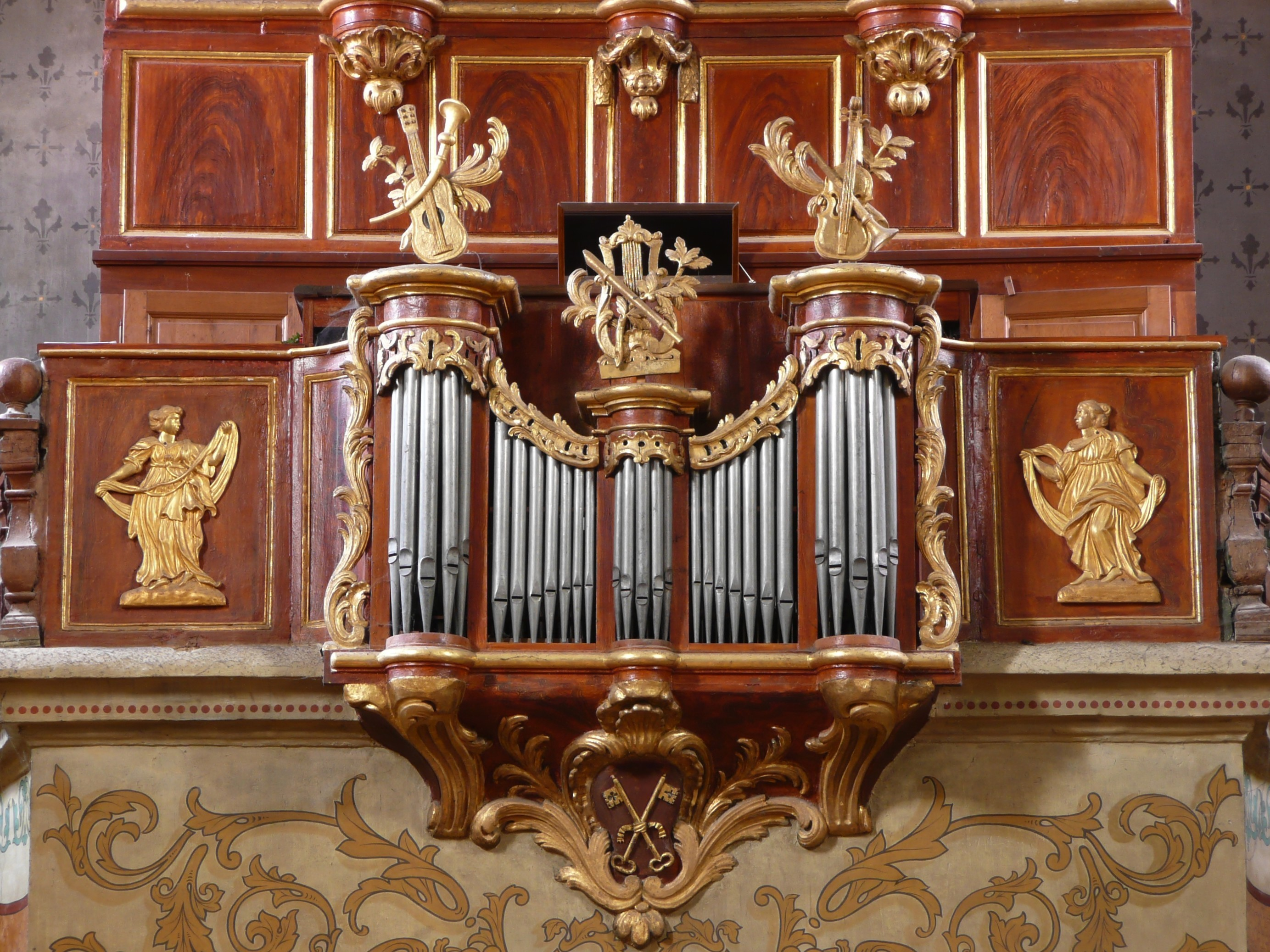
Орган церкви Св. Павла